# Bibliothèque Mazarine
Bibliothèque Mazarine („Mazarinova knihovna“) je nejstarší veřejná knihovna ve Francii, tvoří součást Francouzského institutu. Nachází se v Paříži, na nábřeží Quai de Conti v 6. obvodu. Knihovna vznikla z osobních sbírek kardinála Mazarina (1641–1661), které byly později rozšířeny a doplněny. Sídlí v budově, která je chráněna jako francouzská historická památka.

## Historie
J. Mazarin shromáždil již v Římě rozsáhlou knihovnu. Vytvořením jeho druhé knihovny v Paříži byl v roce 1643 pověřen knihovník Gabriel Naudé (1600-1653). Nákupy ve Francii i v zahraničí a také dary Mazarinovi se podařilo do roku 1648 shromáždit zhruba 40 000 svazků.
Šlelchtické povstání fronda (1648–1653) znamenalo vážnou překážku v rozvoji knihovny. Po odchodu Mazarina z Paříže rozhodl Pařížský parlament o konfiskaci kardinálova majetku. V roce 1651 parlament vypsal odměnu za dopadení Mazarina ve výši 150 000 liber a rozhodl se získat tento obnos prodejem jeho paláce a knihovny. Ta byla rozprodána od 8. ledna do 17. února 1652. Knihovník Naudé zachránil prostřednictvím různých prostředků malou část sbírky, neboť chtěl jednoho dne knihovnu obnovit. Po Mazarinově návratu do Paříže v únoru 1653 povolal do svých služeb opět Naudého, který se stal mezitím knihovníkem švédské královny Kristýny, avšak ten při cestě zemřel. V jeho práci proto pokračoval jeho bývalý spolupracovník François de la Poterie.
La Poterie začal budovat kniovnu na základu, který zachránil Naudé, připojil svou vlastní osobní knihovnu a postupně nákupy rozšiřoval sbírku. V roce 1661 tato druhá Mazarinova knihovna prakticky dosáhla významu té předchozí. Aby kardinál zabránil tomu, že po jeho smrti bude knihovna rozptýlena, napodobil svého předchůdce kardinála Richelieua a založil v roce 1661 univerzitní kolej, která o knihovnu pečovala. Tuto „kolej Čtyř národů“ (Collège des Quatre-Nations) potvrdil v roce 1688 patentem Ludvík XIV. a Pařížský parlament. Na konci 18. století již knihovna měla přes 60 000 svazků. Během Francouzské revoluce byla knihovna udržena při životě navzdory zrušení koleje. Její sbírky byly obohaceny o konfiskáty některých šlechtických knihoven.

## Statut
Mazarinova knihovna je pod správou Francouzského institutu, ve kterém sídlí od roku 1805 v bývalých prostorách koleje Čtyř národů (collège des Quatre-Nations). Již od svého vzniku v roce 1643 je veřejně přístupná. Knihy je možné studovat pouze prezenčně, studium vzácných knih a rukopisů je podmíněno splněním dalších podmínek.

## Sbírky
Knihovna dnes čítá asi 600 000 svazků. nejbohatší část (téměř 200 000 svazků) jsou encyklopedie, moderní knižní fond se specializuje na dějiny, především dějiny náboženství, literatury a kultury středověku (12. – 15. století) a novověku (16. – 18. století), dějiny knih a francouzské regionální dějiny. Knihovna uchovává 4600 rukopisů (z nichž je 1500 středověkých) a 2370 inkunábulí, z nichž nejcennější je výtisk Guttenbergovy bible zvaný Mazarinova bible a významná sbírka tzv. Mazarinades, což jsou pamflety z doby Frondy o kardinálu Mazarinovi.